# Samoaöarna

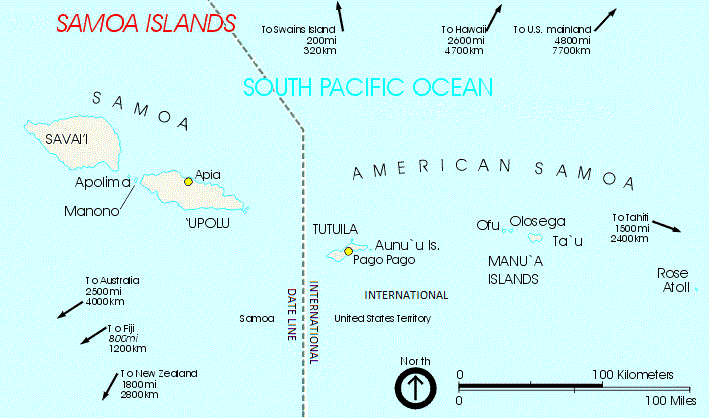
Lägeskarta.

Samoaöarna (engelska: Samoa Islands, tidigare även Navigator Islands/Iles Navigateurs) är en ögrupp i sydvästra Polynesien i södra Stilla havet.

## Historia
Samoaöarna beboddes av polynesier sedan 1000-talet f.Kr. under Lapitakulturen.
Den nederländske upptäcktsresanden Jacob Roggeveen blev den 13 juni 1722 den förste europé att besöka Samoaöarna. Franske Louis Antoine de Bougainville besökte området 1768 och som då namngav öarna "Iles Navigateurs".
Samoaöarna hamnade sedan mitt i rivaliteten mellan USA, Storbritannien och Kejsardömet Tyskland över området när dessa etablerade kolonier i Stilla havet. År 1880 slöt USA, Storbritannien och Tyskland ett avtal som innebar att Malietoa Talavou erkändes som kung över ögruppen och gav honom en "regering" med en representant från vart och ett av de tre länderna. Malietoa Talavou dog kort efteråt och efterträddes av sin son Laupepa.
1899 reglerade slutligen stormakterna sina konflikter genom Berlinfördraget där Samoa delades mellan USA och Kejsardömet Tyskland.
Den västra delen hamnade under tysk överhöghet fram till första världskriget då Nya Zeeland annekterade området och som sedan förvaltade öarna fram till den 1 januari 1962 då nationen Västra Samoa återfick sitt oberoende som första område i Söderhavet.
Den östra delen hamnade under amerikansk överhöghet och har varit ett amerikanskt territorium ända sedan dess.

## Geografi
Samoaöarna ligger cirka 570 kilometer norr om Tonga och cirka 470 kilometer söder om Tokelau.
Öarna är av vulkaniskt ursprung och har en sammanlagd areal om cirka 3 030 km² och består totalt av ett 14-tal öar fördelade på:

### Västra delen
- Samoa (f.d. Västra Samoa), cirka 2 831 km², med de största öarna
  - Savaii, cirka 1 707 km²
  - Upolu, cirka 1 125 km²

### Östra delen
- Amerikanska Samoa, cirka 199 km², med de största öarna
  - Tutuila, cirka 141 km²
  - Ta'u, cirka 39 km²

Den högsta höjden är vulkanen Mauga Silisili på cirka 1 858 m ö.h. och finns på Savaii. 
Befolkningen uppgår till cirka 250 000 invånare där de flesta bor i Apia på Upolu.